# Big band
Big band je izraz iz engleskoga jezika, koji označava veliku instrumentalnu skupinu povezanu s jazzom. Big band bio je osobito popularan od 1920-ih do 1950-ih, u razdoblju poznatom kao era swinga. Jedna je od najčešće korištenih glazbenih formacija jazz umjetnika.
Big bend se u osnovi sastoji od 12 do 25 glazbenika i prvenstveno sadrži sljedeće glazbene instrumente: saksofone, trube i tromboni te harmoničnu osnovu, koju čine: gitara, bubnjevi i klavir. Neki big bendovi u svojoj formaciji imaju i gudačke instrumente: violine, viole, violončela i kontrabas. Neki big bandovi mogu sadržavati i druge instrumente poput: flaute, klarineta i udaraljki, koji se razlikuju od jednog do drugog benda, ovisno o stilu i glazbenom aranžmanu. Također se koriste izrazi: jazz band, jazz orkestar i dance band.
Pjesme koje sviraju big bendovi uglavnom imaju složenije aranžmane, vrlo često prethodno pripremljene i napisane u notnom zapisu. U određeno vrijeme u aranžmanu izvode se solo dionice i improvizacije.
Među najveće glazbenike, koji su bili dio big bendova spadaju, primjerice: Maynard Ferguson, Dizzy Gillespie, Count Basie, Duke Ellington, Glenn Miller, Benny Goodman, Frank Sinatra i dr.